# Kanał Łaba-Lubeka

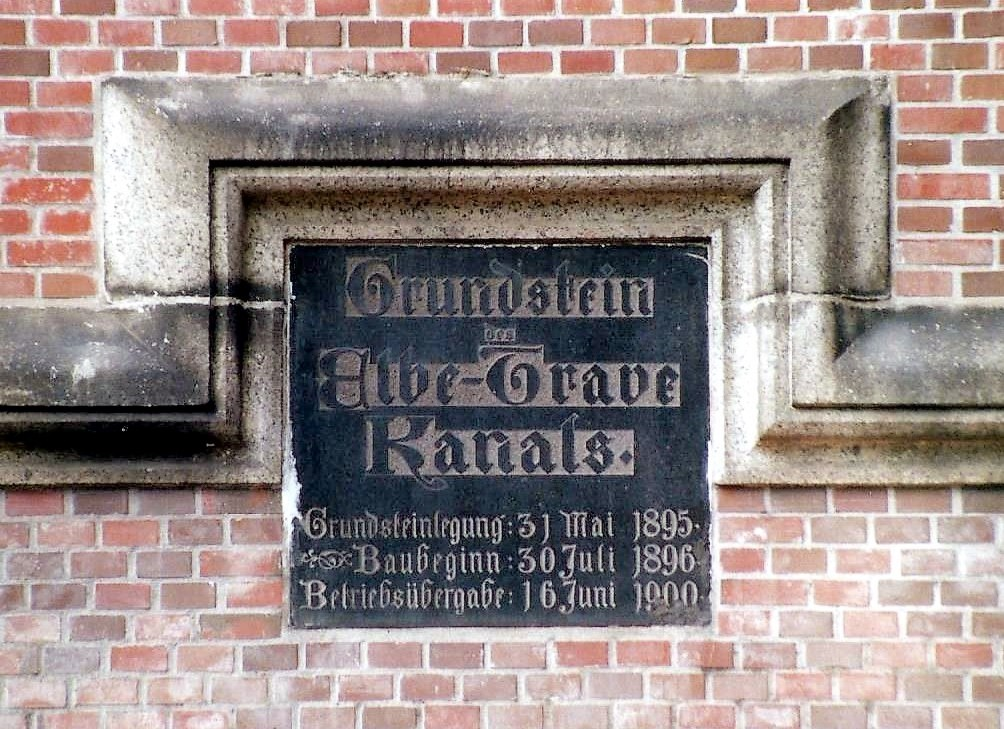
Kamień węgielny kanału w Lubece

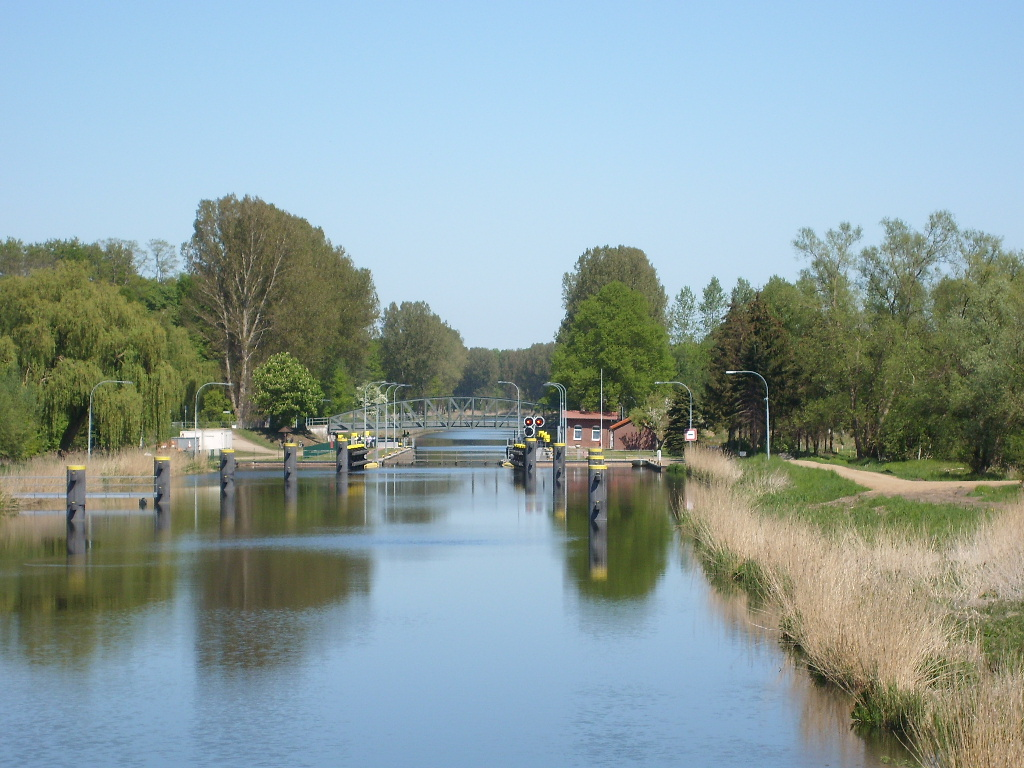
Śluza w Berkenthin

Kanał Łaba-Lubeka (niem. Elbe-Lübeck-Kanal, ELK) – sztuczny kanał wodny w Szlezwiku-Holsztynie w Niemczech. Nazywany jest także Kanałem Łaba-Trave (Elbe-Trave-Kanal). Łączy Łabę z rzeką Trave, a tym samym z Morzem Bałtyckim. Ma 61,5 km długości. Jego północny kraniec to Lubeka, a południowy to miejscowość Lauenburg/Elbe.

## Historia
Poprzednikiem obecnego kanału był Kanał Stecknitz-Delvenau, wybudowany w latach 1390–1398 w celu transportu soli z Lauenburg/Elbe do Lubeki (Dawna Trasa Solna, niem. Alte Salzstraße). Kanał był jednym z najstarszych sztucznie wybudowanych kanałów wodnych. Łączył dopływy Łaby (Delvenau) i Trave (Stecknitz). Miał 94 km długości, 85 cm głębokości i 7,5 m szerokości oraz posiadał 17 drewnianych śluz, z których śluza Palmschleuse w Lauenburg/Elbe istnieje do dziś.
Budowa obecnego kanału rozpoczęła się w 1896 r., a jego otwarcie nastąpiło 16 czerwca 1900 w Lubece w obecności cesarza Wilhelma II. Nowy kanał wykorzystywał Stecknitz i Delvenau, był częściowo położony w przebiegu starego. Generalnie trasa została wyprostowana, liczba śluz ograniczona do siedmiu, długość skrócona, a czas podróży zmniejszył się do 8 godzin.

## Śluzy na Kanale Łaba-Lubeka
Łącznie powstało 7 śluz na 61,5-kilometrach kanału Łaba-Lubeka. Służą one do pokonania różnicy poziomów wody niemalże 12 metrów, na odcinku od rzeki Trave do Łaby.
Śluzy na Kanale Łaba-Lubeka:
| Śluza          | Kilometr | Poziom względem Trave | Długość | Szerokość | spadek na śluzie |
| -------------- | -------- | --------------------- | ------- | --------- | ---------------- |
| Rzeka Trave    | 0,00     | NN+0,00 m             |         |           |                  |
| Büssau         | 3,43     | NN+1,50 m             | 80,5 m  | 17,0 m*   | 1,50 m           |
| Krummesse      | 8,55     | NN+4,25 m             | 80,5 m  | 17,0 m*   | 2,75 m           |
| Berkenthin     | 13,33    | NN+6,00 m             | 80,5 m  | 17,0 m*   | 1,75 m           |
| Behlendorf     | 16,52    | NN+7,65 m             | 80,5 m  | 17,0 m*   | 1,65 m           |
| Donnerschleuse | 20,67    | NN+11,83 m            | 80,5 m  | 17,0 m*   | 4,18 m           |
| Witzeeze       | 50,45    | NN+11,83 m            | 80,5 m  | 17,0 m*   | 2,98 m           |
| Lauenburg      | 59,91    | NN+8,85 m             | 115,0 m | 12,5 m    | 4,85 m           |
| Rzeka Łaba     | 61,5     | NN+4,00 m             |         |           |                  |

*Szerokość bramy śluzy wynosi tylko 12 m. Przy większych jednostkach część bramy zostaje złożona, co wydłuża czas przeprawy.

## Znaczenie

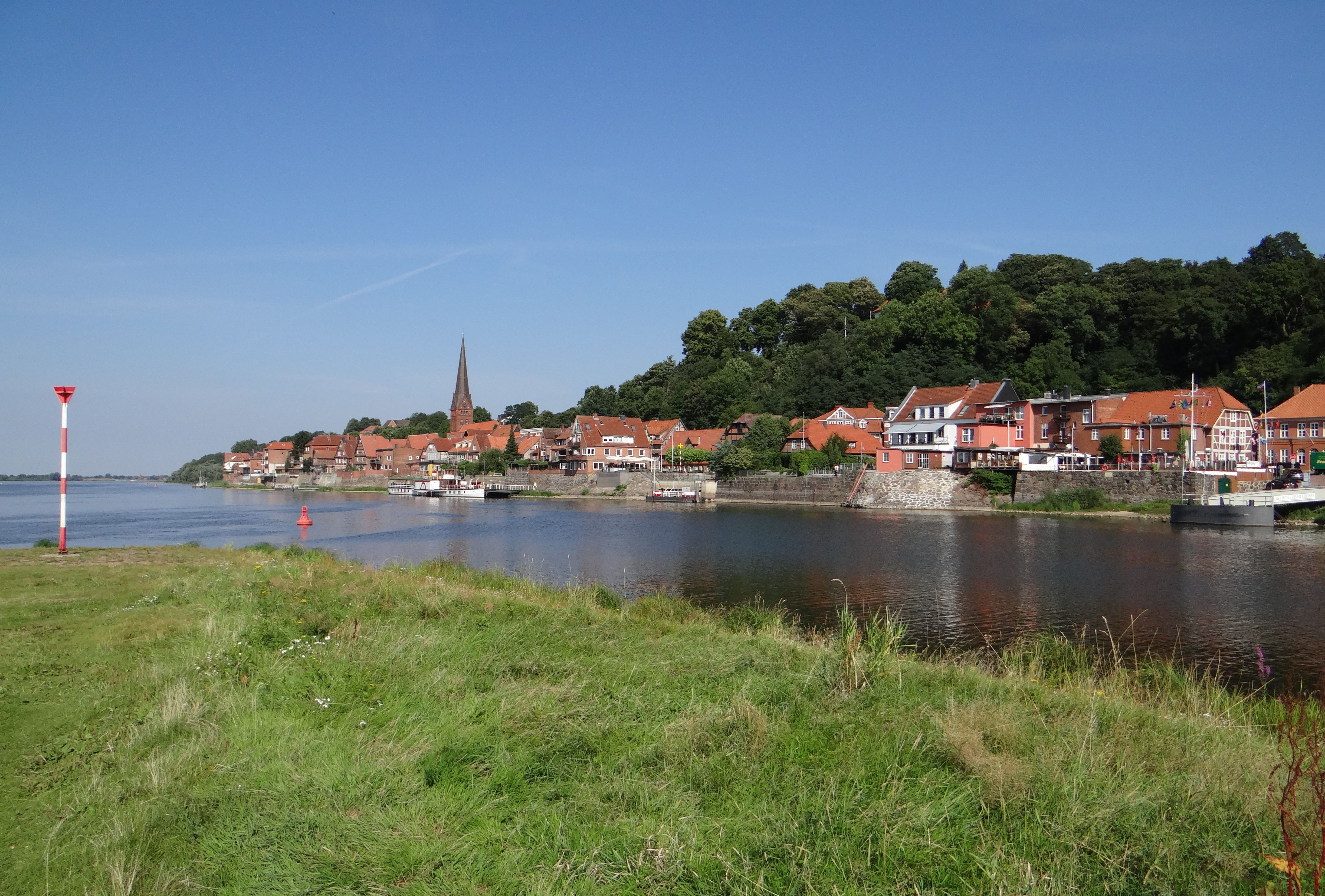
Widok na miejscowość Lauenburg (Elbe), 61,5 km kanału

Obecnie kanał stracił swoje dawne znaczenie, głównie z powodu zbyt małej szerokości samego kanału i urządzeń technicznych przy nim, co uniemożliwia sprawny i ekonomiczny transport kontenerów. Obecnie przesyła się nim małe ładunki (do 1000 ton) – głównie materiały sypkie. Transport materiałów w 1995 r. wyniósł 1,5 mln ton. Kanał używany jest także w celach sportowych i turystycznych. Wzdłuż brzegów biegną także ścieżki turystyczne i rowerowe.